# سه... بی‌نهایت
سه… بی‌نهایت (انگلیسی: Three... Extremes) فیلمی آنتولوژی در سبک ترسناک محصول سال ۲۰۰۴ است. این فیلم به دنبال سه (۲۰۰۲) ساخته شد که ایده سه قسمت مجزا را از سه کارگردان اهل کشورهای شرق آسیا پی می‌گیرد. این سه قسمت به ترتیب دامپلینگ‌ها، به کارگردانی فروت چان از هنگ کنگ، برش به کارگردانی پارک چان-ووک از کره جنوبی و جعبه به کارگردانی تاکاشی میکه از ژاپن هستند.

## انتشار
سه… بی‌نهایت در تاریخ ۲۸ اکتبر ۲۰۰۵ توسط لاینزگیت روی پرده سینما رفت. پس از انتشار آن در ۱۷ نوامبر ۲۰۰۵ فیلم ۷۷٬۵۳۲ دلار در آمریکای شمالی و ۱٬۵۱۶٬۰۵۶ دلار در دیگر مناطق و در مجموع در دنیا ۱٬۵۹۳٬۵۸۸ دلار در گیشه فروش داشته است.